# Red svetega Patrika
Red svetega Patrika (izvirno angleško The Most Illustrious Order of Saint Patrick) je britanski (ki se navezuje na Irsko) viteški red, ki ga je leta 1783 ustanovil Jurij III. Britanski. Red uradno ni bil razpuščen, a od leta 1936 niso v red sprejeli nobenega novega člana.